# Paul Blart : Super Vigile
Série
Paul Blart 2: Super Vigile à Las Vegas
(2015)
Pour plus de détails, voir Fiche technique et Distribution.
Paul Blart : Super Vigile ou Paul Blart : Flic du mall (au Québec) est un film américain réalisé par Steve Carr et sorti en salles aux États-Unis le 16 janvier 2009 et directement en DVD et en Blu-Ray le 22 juillet 2009 en France. Le film engendra une suite : Paul Blart: Mall Cop 2.
Le film suit un agent de sécurité qui passe à l'action lorsque le supermarché dans lequel il travaille est la proie d'une bande de cambrioleurs très bien organisée. Il sera accompagné d'une vendeuse d'extension de cheveux.

## Synopsis
Agent de sécurité débonnaire dans un centre commercial du New Jersey veillant à la bienveillance des lieux et des clients, Paul Blart vit avec sa mère, Margaret, et sa fille Maya, issue d'un mariage avec une immigrée clandestine mexicaine qui a fui le domicile conjugal peu de temps après. Il rêve d'entrer un jour au sein de la police de la ville. Mais son surpoids et son hypoglycémie l'en empêchent, notamment pour les tests d'aptitude physique. Lors d'une patrouille à bord de son Segway PT, il remarque un nouveau kiosque d'extensions de cheveux et est attiré par Amy Anderson, la séduisante vendeuse. Blart doit également prendre en charge la formation d'une nouvelle recrue, Veck Simms. Peu de temps après, Amy invite Paul et des employés du centre commercial dans un bar. Paul accepte, mais durant un concours de manger des nachos, il boit trop de margarita, ce qui le rend extrêmement ivre et lui vaut de provoquer quelques dégâts matériels. Le jour de Thanksgiving, Paul éprouve de profonds remords pour s'être ainsi comporté en présence d'Amy. Maya tente de lui remonter le moral.
Au centre commercial, le jour du Black Friday, alors qu'Amy et des employés partent encaisser leurs chèques de paie à la banque, un groupe de criminels prend d'assaut les lieux. Ils prennent les employés en otage, après avoir fait évacuer les clients à l'extérieur. Paul, de son côté, est distrait en jouant à Rock Band dans la zone de jeu.
Tandis que les malfaiteurs placent des détecteurs de mouvement le long de chaque entrée, les otages de la banque, dont Amy, découvrent que Veck est en fait le chef du groupe, qui a prévu d'utiliser les codes de carte de crédits de tous les magasins du centre commercial afin de voler 30 millions de dollars et de partir aux îles Caïman en avion. Alors que la police a été prévenue par des employés libérés par les preneurs d'otages, Blart remarque les criminels et appelle la police. Des officiers stationnés devant l'entrée arrivent à la rescousse dont le sergent Howard, qui somme Paul de quitter les lieux. En sortant, l'agent de sécurité remarque la Ford Mustang d'Amy garée sur le parking. Cette vision le décide à faire demi-tour et à sauver les otages. Peu après, le SWAT, dirigé par le commandant Kent, vieille connaissance du lycée de Paul – qui le malmenait – prend la situation en main. Mais Blart, malgré son physique et le surnombre des criminels, parvient, par un heureux hasard, à maîtriser une partie du gang. La situation va prendre une tout autre tournure lorsque Maya, venue apporter le dîner de son père sur son lieu de travail, est à son tour prise en otage par les sbires de Veck.
Blart tente de faire sortir les otages en les tirant d'une sortie d'air, mais échoue quand l'un d'entre eux, ayant également une forte corpulence, n'arrive pas à rentrer. Veck exige que Paul lui remette les codes qu'il a réussi à obtenir des malfrats. Après avoir jeté le téléphone portable dans lequel se trouvent les informations, il décide de le poursuivre, après avoir fui et pris comme otages Amy et Maya.
Le criminel part pour l'aérodrome où se trouve son avion, mais Paul, au volant d'un van, le rejoint, casse le téléphone contenant les codes et réussit à le neutraliser et à sauver Amy et Maya. La victoire est de courte durée car Kent, qui s'avère être un des complices de Veck, menace Paul avec une arme. Mais son patron, accompagné d'Howard, neutralise Kent en lui tirant une balle dans le bras.
À l'aube, Kent et Veck sont arrêtés, Maya est fière de son père qui, quant à lui, offre une carte d'anniversaire à celle qu'il aime et qui l'embrasse. Howard propose à Blart de travailler dans la police, mais celui-ci décline la proposition, préférant protéger les clients du centre commercial.
Pendant le générique de fin, on voit les scènes du mariage de Paul et Amy, qui se déroulent sur leur lieu de travail.

## Fiche technique
- Titre original : Paul Blart: Mall Cop
- Titre français : Paul Blart : Super Vigile
- Titre canadien francophone : Paul Blart - Flic du mall
- Réalisation : Steve Carr
- Scénario : Kevin James et Nick Bakay
- Musique : Waddy Wachtel
- Direction artistique : Alan Au
- Distribution des rôles : Nicole Abellera, Jeanne McCarthy et Anne Mulhall
- Décors : Perry Andelin Blake
  - Décorateur de plateau : Tracey A. Doyle
- Costumes : Ellen Lutter
- Directeur de la photographie : Russ T. Alsobrook
- Montage : Jeff Freeman
- Producteurs : Barry Bernardi, Todd Garner, Jack Giarraputo, Kevin James et Adam Sandler
  - Producteurs associés : Gino Falsetto et Jason Taragan
  - Producteur exécutif : Jeff Sussman
  - Directrice de production : Pamela Thur
- Sociétés de production : Columbia Pictures, Relativity Media et Happy Madison Productions
- Distribution : Columbia Pictures (aux États-Unis) • Sony Pictures Releasing (en Belgique) • The Walt Disney Company (en Suisse)
- Budget : 25 millions de dollarsUS
- Pays d'origine :  États-Unis
- Format :
  - Image : Couleur — 1.85:1 — 35mm, cinéma numérique
  - Son : DTS, Dolby Digital et SDDS
- Genre : Comédie, action
- Durée : 91 minutes
- Principales dates de sortie en salles : voir la liste des dates de sortie en salles
  - États-Unis, Canada : 16 janvier 2009
  - Australie : 19 mars 2009
  - Irlande, Royaume-Uni : 20 mars 2009
- Date de sortie en vidéo : 
  - France : 22 juillet 2009

## Distribution
- Kevin James (VF : Marc Alfos, VQ : Tristan Harvey) : Paul Blart
- Jayma Mays (VF : Julie Turin, VQ : Catherine Proulx-Lemay) : Amy, la vendeuse d'extensions de cheveux
- Keir O'Donnell (VF : Benjamin Pascal, VQ : Philippe Martin) : Veck Sims
- Bobby Cannavale (VF : Constantin Pappas, VQ : Patrick Chouinard) : Commandant Jimmy Kent, SWAT
- Shirley Knight (VF : Marion Game, VQ : Élizabeth Lesieur) : Margaret Blart
- Raini Rodriguez (VQ : Juliette Garcia) : Maya Blart
- Stephen Rannazzisi (VF : Damien Ferrette, VQ Yves Soutière) : Stuart
- Peter Gerety (VF : Richard Leblond, VQ : Jacques Lavallée) : Chef Brooks, FBI
- Adam Ferrara (VF : Xavier Béja, VQ Jean-François Beaupré) : Sergeant Howard, FBI
- Jamal Mixon (VQ : Olivier Visentin) : Leon
- Adhir Kalyan : Pahud
- Erick Avari (VQ : Alain Gélinas) : Vijay
- Allen Covert : Jerky Security Guy
- Bas Rutten : Drill Instructor
- Jason Ellis : Prancer
- Jackie Titone : Victoria's Secret Sales Associate

Sources et légende : version française (VF) sur RS Doublage, version québécoise (VQ) sur Doublage Québec

## Production

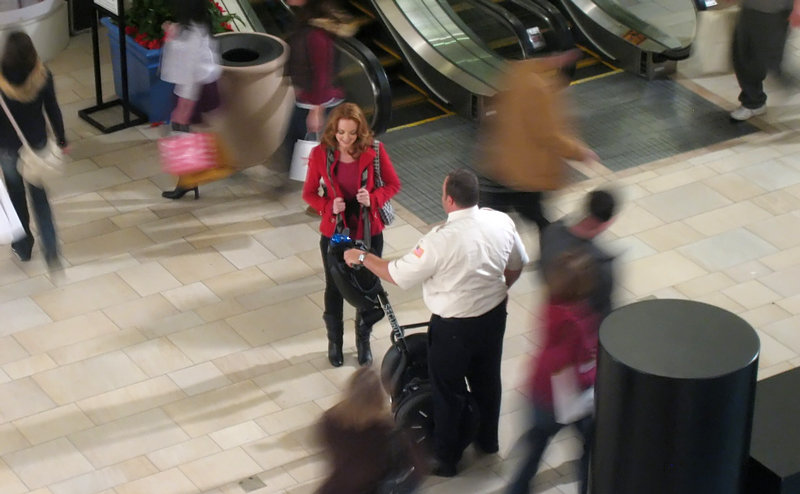
Jayma Mays et Kevin James, durant le tournage du film au Burlington Mall, en 2008.

Le tournage de Paul Blart : Super Vigile a débuté fin février 2008 à Boston pour finir en avril de la même année et s'est déroulé principalement au Burlington Mall, situé dans la ville de Burlington, au Massachusetts après s'être vu refuser une autorisation pour le Willowbrook Mall, à Wayne, dans le New Jersey. Dans une interview dans l'émission de Jay Leno, Kevin James a déclaré avoir fait toutes ses cascades.

## Dates de sortie en salles
Voici la liste des dates de sorties en salles du film référencées par le site IMDb, selon l'ordre chronologique, ne sont pas comprises les dates de sortie directement en DVD :
- États-Unis : 6 janvier 2009 (première à New York)
- Canada,  États-Unis : 16 janvier 2009
- Aruba,  Venezuela[n 1] : 19 février 2009
- Mexique,  Afrique du Sud,  Venezuela : 13 mars 2009
- Australie,  Singapour : 19 mars 2009
- Irlande,  Royaume-Uni : 20 mars 2009
- République dominicaine,  Allemagne,  Suisse alémanique : 26 mars 2009
- Autriche,  Islande,  Lituanie,  Espagne : 27 mars 2009
- Bolivie,  Panama : 9 avril 2009
- Égypte : 15 avril 2009
- Malaisie : 16 avril 2009
- Bulgarie,  Roumanie : 17 avril 2009
- Chili,  Koweït,  Pérou : 23 avril 2009
- Équateur : 24 avril 2009
- Nouvelle-Zélande : 28 mai 2009
- Suède : 20 juin 2009
- Belgique : 24 juin 2009
- Italie : 3 juillet 2009
- Kazakhstan,  Russie : 23 juillet 2009
- Estonie : 24 juillet 2009

## Réception

### Accueil critique
Paul Blart rencontra à sa sortie en salles des critiques à majorité négatives, puisque le site Rotten Tomatoes lui attribue 33 % d'avis favorables, sur la base de 112 commentaires et une note moyenne de 4.6⁄10, le consensus du site étant « Paul Blart : Super Vigile fait quand même un peu rire, mais son intrigue est fragile et dépourvue de maintenir toute dynamique comique». Le site Metacritic lui attribue un score de 39⁄100, sur la base de 24 commentaires. Toutefois, le critique Roger Ebert, du Chicago Sun-Times, lui attribue un avis favorable, avec une note de 3 étoiles sur 4. Au Royaume-Uni, le site Screenrush, version britannique du site Allociné, ayant recensé 11 titres de presse dont six notés 2⁄5, lui attribue une note moyenne de 2.1⁄5

### Box-office
Lors de son premier week-end d'exploitation en salles, le film se classe directement à la première place du box-office américain, avec 39,2 millions de dollars. Pour sa première semaine, le film reste en première position, rapportant un total de 43,3 millions de dollars de recettes. Paul Blart reste premier du box-office pour le week-end suivant (avec 64,9 millions de dollars) et la semaine suivante (avec 69,3 millions de dollars). Le film chute de sa pole position, tout en restant dans les dix premiers durant sept semaines et 139,2 millions de dollars de recettes, rencontrant ainsi un succès commercial, au vu de son budget de tournage estimé à 26 millions de dollars. Bien qu'ayant quitté le top 10 en dixième semaine, le long-métrage fini son exploitation avec 146,3 millions de dollars de recettes sur le territoire américain après dix-neuf semaines à l'affiche. Mais à l'étranger, le succès reste mineur, puisque les recettes internationales avoisinent les 36,9 millions de dollars : seuls l'Allemagne et le Royaume-Uni ont obtenu d'importants résultats au box-office,.

#### Vidéo
Aux États-Unis, Paul Blart : Super vigile sort en DVD et Blu-ray le 19 mai 2009 et s'est classé à la première place des meilleures ventes de vidéo durant deux semaines consécutives et avec un cumul de 35 788 929 $. Le film totalise 54 898 539 $ pour la vente du film en DVD et Blu-ray sur le territoire américain. En France, le film est sorti directement sur le marché vidéo le 22 juillet 2009 en DVD et Blu-ray.

## Distinctions
Le film fut nommé au Teen Choice Award de la meilleure comédie et au Young Artist Award de la meilleure jeune actrice dans un second rôle pour Raini Rodriguez. Il remporta un ASCAP Award pour la musique du film, composée par Waddy Wachtel.